# منتخب فنلندا للكريكت
منتخب فنلندا للكريكت (بالفنلندية: Suomen krikettimaajoukkue)‏ هو ممثل فنلندا الرسمي في المنافسات الدولية في الكريكت
.